# Josef Kratochvíl
Josef Kratochvíl est un arachnologiste tchèque.
Il est né le 6 janvier 1909 à Kúsky (cs) et mort le 17 février 1992 à Brno.

## Quelques taxons décrits
- Barusia hofferi (Kratochvíl, 1935)
- Barusia insulana (Kratochvíl & Miller, 1939)
- Barusia korculana (Kratochvíl & Miller, 1939)
- Barusia maheni (Kratochvíl & Miller, 1939)
- Barusia Kratochvíl, 1978
- Buresiolla Kratochvíl & Miller, 1958
- Carinostoma Kratochvíl & Miller, 1958
- Centetostoma Kratochvíl & Miller, 1958
- Folkia Kratochvíl, 1970
- Giljarovia Kratochvíl & Miller, 1958
- Histricostoma Kratochvíl & Miller, 1958
- Leptonetela Kratochvíl, 1978
- Lola Kratochvíl, 1937
- Mediostoma Kratochvíl & Miller, 1958
- Paralola Kratochvíl, Balat & Pelikan, 1958
- Parastalita Absolon & Kratochvíl, 1932
- Stalagtia monospina (Absolon & Kratochvíl, 1933)
- Stalagtia skadarensis Kratochvíl, 1970
- Stalagtia Kratochvíl, 1970
- Stalitella noseki Absolon & Kratochvíl, 1933
- Stalitella Absolon & Kratochvíl, 1932
- Stygopholcus skotophilus Kratochvíl, 1940
- Stygopholcus Absolon & Kratochvíl, 1932
- Sulcia armata Kratochvíl, 1978
- Sulcia inferna Kratochvíl, 1938
- Sulcia mirabilis Kratochvíl, 1938
- Sulcia montenegrina (Kratochvíl & Miller, 1939)
- Sulcia nocturna Kratochvíl, 1938
- Sulcia occulta Kratochvíl, 1938
- Sulcia Kratochvíl, 1938
- Travuniidae Absolon & Kratochvíl, 1932
- Typhlonesticus absoloni (Kratochvíl, 1933)